# Marie Émilie de Joly de Choin
Marie Émilie de Joly, "Mademoiselle de Choin" (Bourg-en-Bresse, 2 agosto 1670 – 1732) fu la sposa morganatica di Luigi, il Gran Delfino, figlio primogenito del re Luigi XIV.

## Biografia
Figlia di Pierre, barone de Joly, e di Françoise d'Urre d'Aiguebonne, divenne dama di compagnia della principessa di Conti, figlia prediletta di Luigi XIV: fu proprio quest'ultima a presentarla al Delfino, di cui divenne l'amante. Allo stesso tempo, tuttavia, Mademoiselle de Choin aveva una relazione anche con il conte di Clermont-Chaste, del quale, a sua volta, era innamorata la principessa di Conti. I due amanti pensarono quindi di poter manipolare a loro piacere i due figli del re e accedere, tramite loro, al potere, nel momento in cui il Delfino sarebbe salito al trono. L'intrigo fu scoperto e i due vennero separati: il conte venne mandato in esilio e la principessa di Conti congedò con discrezione la sua damigella per non offendere il fratellastro (1694).
Ciò nonostante, la relazione con Luigi non si interruppe: il Delfino, rimasto vedovo nel 1690 di Maria Anna Vittoria di Baviera, la sposò in segreto nel 1695, senza conferirle il titolo di Delfina. Il re comunque non approvò quelle nozze, Marie Émilie non venne ricevuta a corte, e pertanto il Delfino si ritirò nel suo castello di Meudon, dando vita alla cosiddetta cabale de Meudon, una sorta di corte alternativa a quella della Versailles di Luigi XIV.
Madame de Choin, a imitazione dell'amante ufficiale del sovrano, la marchesa di Maintenon, che a Versailles si comportava come una regina, a Meudon si comportò come Delfina a tutti gli effetti, ricevendo ministri, principi e ambasciatori.
Dal matrimonio con il Delfino non nacquero figli. Quando questi morì, nel 1711, la vedova si ritirò modestamente a vita privata, con una piccola pensione di 1.000 lire accordatale da Luigi XV e morì nel 1732. Trovò sepoltura nel vecchio Cimitero di Saint-Paul-des-Champs.